# Nuoto sincronizzato ai campionati mondiali di nuoto 2005
Template:NuotoArtisticoMondiali2005
Le competizioni di nuoto sincronizzato ai campionati mondiali di nuoto 2005 si sono svolte dal 17 al 23 luglio 2005 presso il Parc Jean-Drapeau nella città di Montreal, in Canada.

## Calendario
| Data      | Evento                               |
| --------- | ------------------------------------ |
| 17 luglio | Preliminari duo tecnico              |
| 17 luglio | Preliminari duo libero               |
| 18 luglio | Preliminari squadre tecnico          |
| 18 luglio | Preliminari libero combinato         |
| 19 luglio | Preliminari singolo tecnico          |
| 19 luglio | Preliminari singolo libero           |
| 20 luglio | Preliminari libero combinato squadre |
| 20 luglio | Finale libero combinato squadre      |
| 21 luglio | Finale singolo                       |
| 22 luglio | Finale duo                           |
| 23 luglio | Finale squadre tecnico               |

## Podi
| Evento                                | Oro                                           | Punti  | Argento                            | Punti  | Bronzo                            | Punti  |
| Singolo                               |                                               |        |                                    |        |                                   |        |
| Singolo (Dettagli)                    | Virginie Dedieu                               | 99.001 | Natal'ja Iščenko                   | 98.250 | Gemma Mengual                     | 97.417 |
| Duo                                   |                                               |        |                                    |        |                                   |        |
| Duo (Dettagli)                        | Russia Anastasija Davydova Anastasia Ermakova | 99,084 | Spagna Paola Tirados Gemma Mengual | 97.417 | Giappone Saho Harada Emiko Suzuki | 97.334 |
| Squadre                               |                                               |        |                                    |        |                                   |        |
| Programma libero combinato (Dettagli) | Russia                                        | 99.333 | Giappone                           | 97.833 | Spagna                            | 97.167 |
| Programma libero (Dettagli)           | Russia                                        | 99.334 | Giappone                           | 97.834 | Spagna                            | 97,750 |

## Medagliere
| Pos.   | Paese    | Oro | Argento | Bronzo | Totale |
| ------ | -------- | --- | ------- | ------ | ------ |
| 1      | Russia   | 3   | 1       | 0      | 4      |
| 2      | Francia  | 1   | 0       | 0      | 1      |
| 3      | Giappone | 0   | 2       | 1      | 3      |
| 4      | Spagna   | 0   | 1       | 3      | 4      |
| Totale | Totale   | 4   | 4       | 4      | 12     |